# Anaxipha longealata
Anaxipha longealata är en insektsart som beskrevs av Lucien Chopard 1929. Anaxipha longealata ingår i släktet Anaxipha och familjen syrsor. Inga underarter finns listade i Catalogue of Life.